# Shiojiri
Shiojiri (塩尻市, Shiojiri-shi?) è una città giapponese della prefettura di Nagano.